# In a Heartbeat
«In a Heartbeat» es una canción de la cantante alemana Sandra, de su álbum Back to Life. Fue escrita por Toby Gad y Jim Dyke, y producida por Jens Gad, quien también coprodujo y produjo, respectivamente, los anteriores álbumes de estudio de la cantante, The Wheel of Time y The Art of Love.
La canción fue lanzada en marzo de 2009 como el primer sencillo del álbum Back to Life. Este sencillo incluía además los temas «These Moments» y «Kiss My...», de los cuales el último era inédito en el álbum.

## Sencillo
1. «In a Heartbeat» - 3:36
2. «In a Heartbeat» (NYC 38th Street Mix) - 5:21
3. «These Moments» - 3:29
4. «Kiss My...» * - 3:07

(*) Tema compuesto por Toby Gad/Kaci Brown

## Posiciones
| País (2009) | Posición |
| ----------- | -------- |
| Alemania    | 59       |